# Porto di Ripetta
Porto di Ripetta era um porto da cidade de Roma, localizado às margens do rio Tibre e projetado e construído em 1704 pelo arquiteto barroco italiano Alessandro Specchi. Ficava na frente da igreja San Girolamo degli Schiavoni, cujas paredes baixas com degraus desciam em curvas cenográficas do nível da rua até o rio. O porto não existe mais, mas é conhecido através de gravuras, pinturas e fotografias antigas.
Situado na margem esquerda do Tibre (olhando para o norte), este era o porto de embarque e desembarque para os que vinham da nascente do rio; o Porto di Ripa Grande, do outro lado, no Trastevere, servia aos que vinham da foz em Ostia Antica.
Na segunda metade do século XIX, as margens do rio e as ruas que corriam ao longo delas foram radicalmente reconstruídas para melhorar as defesas da cidade contra enchentes e para melhorar a fluidez do transporte. Uma nova rua na margem esquerda foi construída e batizada de Lungotevere.
Na região do Porto di Ripetta, uma ponte de ferro foi construída entre 1877 e 1879 do lado do porto. Esta obra, por sua vez, levou à construção de uma nova ponte, mas imponente, a Ponte Cavour, que foi inaugurada em 1901 e provocou a demolição do Porto di Ripetta. Fotografias do final do século XIX retratam o porto, a ponte de ferro e a nova Ponte Cavour.